# Mourad Batna
Mourad Batna (arab. مراد باتنا, ur. 27 czerwca 1990 w Agadirze) – marokański piłkarz, grający jako napastnik w Al-Fateh SC. Trzykrotny reprezentant kraju.

## Kariera klubowa

### Hassania Agadir
Zaczynał karierę w Hassanii Agadir. 
W sezonie 2011/2012 (pierwszym w bazie Transfermarkt) zagrał 10 meczów i strzelił dwie bramki.

### FUS Rabat
3 lipca 2012 roku przeniósł się do FUS Rabat za kwotę 80 tysięcy euro. W tym klubie zadebiutował 16 września 2012 roku w meczu przeciwko Raja Casablanca (przegrana 3:0). Batna na boisku pojawił się w 58. minucie, zastąpił Abdelhafida Lirkiego. Pierwszą asystę zaliczył 5 dni później w meczu przeciwko Olympic Safi (1:1). Asystował przy bramce Abdessalama Benjellouna w 94. minucie. Pierwszą bramkę strzelił 21 listopada 2012 roku w meczu przeciwko Wydad Casablanca (zwycięstwo 2:1). Do siatki trafił w 75. minucie, wcześniej, w 43. minucie asystował przy trafieniu Marwane Saadane. Łącznie w stołecznym klubie rozegrał 85 meczów, strzelił 31 bramek i 10-krotnie asystował.
Podczas 5 lat spędzonych w tym klubie, Mourad Batna cieszył się z pucharu (sezon 2014/2015) i mistrzostwa Maroka (2015/2016).

### Wypożyczenie do Emirates Club
11 października 2016 roku został wypożyczony do Emirates Club. Kwota transakcji wyniosła 500 tysięcy euro. W tym klubie zadebiutował 28 listopada 2016 roku w meczu przeciwko Hatta Club (przegrana 2:1). Zagrał całe spotkanie. Pierwszego gola strzelił 5 dni później w meczu przeciwko Al-Jazira Club (1:1). Do siatki trafił w 64. minucie. Pierwszą asystę zaliczył 18 listopada 2016 roku w meczu przeciwko Al Dhafra FC (porażka 2:1). Asystował przy bramce Sebastiána Sáeza w 62. minucie. Łącznie wystąpił w 22 spotkaniach, strzelił 12 bramek i 5-krotnie asystował.

### Al-Wahda Abu Zabi
17 lipca 2017 roku został zawodnikiem Al-Wahda Abu Zabi. W tym klubie po raz pierwszy wystąpił 16 września 2017 roku w meczu przeciwko Dibba FC (wygrana 5:0). Mourad Batna w tym meczu asystował dwukrotnie – przy bramkach Sebastiána Tagliabúe w 38. i 48. minucie. Pierwszą bramkę strzelił 6 dni później w meczu przeciwko Al-Nasr Dubaj (zwycięstwo 1:2). Do siatki trafił w 92. minucie, miał też asystę. W sumie zagrał 31 meczów, strzelił 15 goli i miał 19 asyst.

### Al-Jazira Club
2 sierpnia 2019 roku został zawodnikiem Al-Jazira Club. W tym klubie debiut zaliczył 19 września 2019 roku w meczu przeciwko Al Dhafra FC (wygrana 2:0). Został zmieniony w 90. minucie przez Zayeda Al Ameriego. Pierwszą asystę zaliczył 28 grudnia 2019 roku w meczu przeciwko Baniyas SC (zwycięstwo 1:2). Asystował przy bramce samobójczej. W sumie zagrał 11 meczów i miał asystę.

### Al-Fateh SC
19 września 2020 roku przeniósł się do Al-Fateh SC. W tym klubie zadebiutował 18 października w meczu przeciwko Al-Nassr (wygrana 1:2). Grał 87 minut, został zmieniony przez Saleha Al-Nashimiego. Pierwsze bramki oraz asystę zanotował 30 października 2020 roku w meczu przeciwko Al-Ain FC (zwycięstwo 2:4). Najpierw, w 81. minucie, skierował piłkę do siatki. Potem, w 89. minucie, asystował przy bramce Gustava Wikheima. Na koniec, w 94. minucie, ustalił wynik spotkania. Łącznie (stan na 31 sierpnia 2023 roku) zagrał 72 mecze, strzelił 22 bramki oraz zanotował 18 asyst.

## Kariera reprezentacyjna
W reprezentacji zagrał trzykrotnie; po raz pierwszy 20 stycznia 2016 roku w meczu przeciwko reprezentacji Wybrzeża Kości Słoniowej (porażka 0:1). Zagrał cały mecz.